# Санді (Естонія)
Санді (ест. Sandi) — село в Естонії, входить до складу волості Міссо, повіту Вирумаа.